# Marcellin Koukpo
Marcellin Koukpo (Cotonú, 6 de abril de 1995) es un futbolista beninés que juega en la demarcación de delantero para el Najran SC de la Liga Príncipe Mohammad bin Salman.

## Selección nacional
El 4 de mayo de 2017 hizo su debut con la selección de fútbol de Benín en un encuentro amistoso contra Burkina Faso que finalizó con un resultado de empate a uno tras los goles de Lassina Traoré para Burkina Faso, y uno del propio Koukpo para el combinado beninés.

### Goles internacionales
| # | Fecha              | Estadio                                         | Oponente | Gol | Resultado | Competición                                                   |
| - | ------------------ | ----------------------------------------------- | -------- | --- | --------- | ------------------------------------------------------------- |
| 1 | 4 de mayo de 2017  | Estadio del 4 de Agosto, Uagadugú, Burkina Faso | Benín    | 1–1 | 1–1       | Amistoso                                                      |
| 2 | 6 de julio de 2017 | Estadio de Kégué, Lomé, Togo                    | Togo     | 0-1 | 1–1       | Clasificación para el Campeonato Africano de Naciones de 2018 |

## Clubes
| Club                 | País           | Año       | Partidos | Goles |
| -------------------- | -------------- | --------- | -------- | ----- |
| Energie FC           | Benín          | 2014-2015 |          |       |
| USS Kraké            | Benín          | 2016      |          |       |
| Buffles du Borgou FC | Benín          | 2017      |          |       |
| CS Hammam-Lif        | Túnez          | 2018-2020 | 38       | 6     |
| CR Belouizdad        | Argelia        | 2020-2021 | 29       | 5     |
| CS Constantine       | Argelia        | 2021-2023 | 53       | 16    |
| Al-Sahel SC          | Arabia Saudita | 2023-2024 |          | 16    |
| Najran SC            | Arabia Saudita | 2024-     |          |       |

## Palmarés

### Títulos nacionales
| Título                  | Club                 | País    | Año  |
| ----------------------- | -------------------- | ------- | ---- |
| Premier League de Benín | Buffles du Borgou FC | Benín   | 2017 |
| Supercopa de Argelia    | CR Belouizdad        | Argelia | 2019 |